# Gildas Molgat
Gildas Molgat (né le 25 janvier 1927 à Ste. Rose du Lac, Manitoba et mort le 28 février 2001 à Ottawa, Ontario) est un homme d'État canadien qui fut président du Sénat.